# Spektrumanalysator

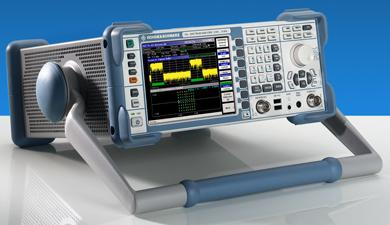
Spektrumanalysator des deutschen Herstellers Rohde & Schwarz, Baujahr 2008

Spectrum analyzer des amerikanischen Herstellers Agilent

Ein Spektrumanalysator (englisch Spectrum analyzer) ist ein in der elektrischen Messtechnik eingesetztes Messgerät zur Erfassung und Darstellung eines Signals im Frequenzbereich. Die Darstellung erfolgt üblicherweise auf einem in das Messgerät eingebauten Bildschirm. Das so entstehende Bild wird als Frequenzspektrum oder kurz Spektrum bezeichnet. Das mit einem Spektrumanalysator verwandte Messgerät, das Oszilloskop, stellt im Gegensatz dazu den Signalverlauf im Zeitbereich dar. Viele digitale Oszilloskope bieten mittlerweile auch die Option einer einfachen Darstellung des Frequenzspektrums.
Spektrumanalysatoren werden unter anderem im Bereich der elektrischen Schaltungsentwicklung und der Hochfrequenzmesstechnik eingesetzt. Inzwischen veraltete Bezeichnungen für Spektrumanalysatoren sind „Panoramaempfänger“ und „Wellenanzeiger“.

## Messmethoden

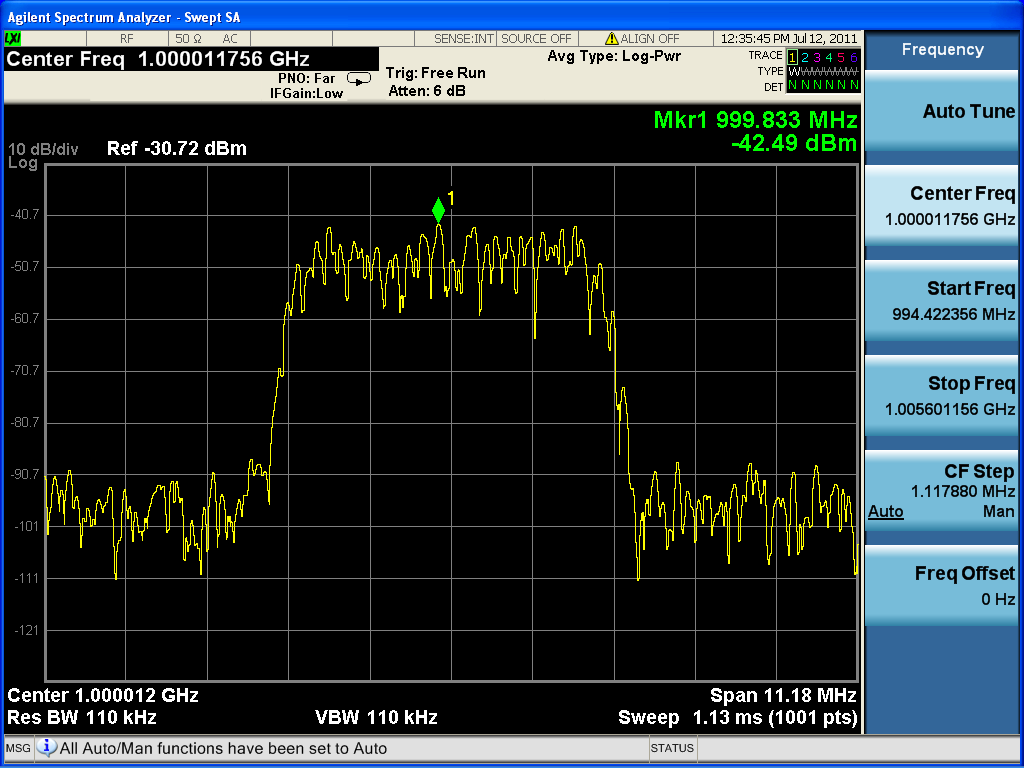
Amplitudenspektrum am Bildschirm eines Spektrumanalysators

Es gibt mehrere Methoden, um aus einem Signal das komplexwertige Frequenzspektrum {\displaystyle {\underline {X}}} zu messen. Da ein Spektrumanalysator im Allgemeinen keinen zeitlichen Bezug zu einer Referenzphase und dem gemessenen Signal und dessen Phasenlage herstellen kann, wird nur der Betrag des Frequenzspektrums, das sogenannte Amplitudenspektrum {\displaystyle |{\underline {X}}|}, ermittelt und dargestellt. Einige Beispielspektren inkl. ihrer mathematischen Beschreibung finden sich in. bzw.
Üblich sind bei Spektrumanalysatoren verschiedene Messmethoden:
- FFT-Analysatoren, basierend direkt auf der Schnellen Fourier-Transformation (englisch Fast Fourier Transform, abgekürzt FFT).
- Analysatoren mit einem über die gesamte Bandbreite abstimmbaren Bandpassfilter.
- Spektrumanalysatoren basierend auf dem Heterodynprinzip mit eingebauten Messempfängern, Mischstufen und Zwischenfrequenzstufen.

Im Folgenden werden die Verfahren beschrieben. Digitale Spektrumanalysatoren enthalten unter Umständen auch mehrere Messmethoden in einer Kombination, um die Vorteile der einzelnen Verfahren ausnützen zu können.

### FFT-Analysator

Vereinfachtes Blockschaltbild FFT-Spektrumanalysator

Mit Hilfe der Fourier-Transformation, in den üblichen digitalen Messgeräten findet aus Effizienzgründen die schnelle Fourier-Transformation (FFT) Anwendung, wird direkt das Frequenzspektrum berechnet. Auch die Spektraldarstellung in digitalen Oszilloskopen basiert meist auf diesem Verfahren. Messungen dieser Art werden Zeitbereich-Messungen oder Zeitbereichsmethoden (englisch Time Domain Measurement) genannt.
Mit Stand 2024 liegen die obere Grenzen dabei bei 100 GHz analysierbarer Bandbreite, 45.000 FFTs pro Sekunde und etwa 160 dB bei 100 kHz bzw. 100 dB Dynamik bei 100 MHz (64k-FFT ohne weitere Mittelwertbildung).
Im vereinfachten Blockschaltbild ist der Aufbau eines FFT-Analysators dargestellt. Das Eingangssignal wird zur Vermeidung von Aliasing einer Tiefpassfilterung unterzogen, danach über einen Analog-Digital-Umsetzer (AD-Wandler) digitalisiert. Danach folgt die Speicherung in einen Zwischenspeicher (RAM) und die Berechnung der FFT mit Anwendung einer geeigneten Fensterfunktion. Bei hoher Signalverarbeitungsgeschwindigkeit ist eine Echtzeitanalyse möglich. Durch die Eigenschaft der Blockbildung sind FFT-Analysatoren nur bedingt für die Analyse von zeitlich stark veränderlichen Spektren bzw. gepulsten Signalen geeignet.

### Verstimmbarer Bandpassfilter

Vereinfachtes Blockschaltbild eines Spektrum-Analysators mit abstimmbarem Bandpass

Ein Spektrumanalysator kann auch mit einem abstimmbaren Bandpassfilter direkt am Eingang realisiert werden. Das Filter ist in seiner Mittenfrequenz über ein Steuersignal, generiert von einem Sägezahngenerator, einstellbar. Das Sägezahnsignal dient als Steuersignal für den automatischen Durchlauf über den zu messenden Frequenzbereich und dient auch gleichzeitig als Signal für die horizontale Auslenkung (x-Achse) in der Darstellung. Das Bandpassfilter lässt nur den gewünschten Ausschnitt aus dem Frequenzbereich passieren, das so gefilterte Signal wird verstärkt und anschließend durch den Hüllkurvendemodulator, symbolisiert als Diode, der Betragswert gebildet. Der so gebildete Amplitudenwert dient als vertikale Auslenkung (y-Achse) in der Anzeige.
Die Schwierigkeit bei diesem Analysatorkonzept ist die praktische Realisierbarkeit von über den gesamten Frequenzbereich durchstimmbaren, und schmalbandigen Bandpassfiltern. Analoge Bandpassfilter weisen außerdem, prinzipbedingt, eine annähernd konstante relative Bandbreite auf. Das heißt, bei steigender Mittenfrequenz nimmt die absolute Bandbreite eines Bandpassfilters zu, was die spektrale Auflösung reduziert.
Spektrumanalysatoren mit nur durchstimmbaren Bandpassfilter werden daher nicht als einzelner Analysator hergestellt, sondern nur in Kombination mit anderen Analyseverfahren eingesetzt. Ein Anwendungsbereich liegt bei Eingangsstufen im Frequenzbereich über 3 GHz und überstreicht in der Durchstimmbarkeit üblicherweise weniger als eine halbe Dekade. Bei diesen hohen Frequenzen im Mikrowellenbereich lassen sich magnetisch durchstimmbare YIG-Filter, basierend auf dem Werkstoff Yttrium-Eisen-Granat, mit entsprechenden Parametern technisch realisieren. Allerdings wird auch bei diesen Anwendungsbereich das gefilterte Eingangssignal nicht unmittelbar einem Hüllkurvendemodulator zugeführt, sondern eine Zwischenfrequenz gebildet, die Analysestufen nach dem Heterodynprinzip zugeführt.

### Heterodyn-Analysatoren

Vereinfachtes Blockschaltbild Heterodyn-Spektrumanalysator
Mit Lokaloszillator ist der Abstimmoszillator gemeint.

Heterodyn-Analysatoren basieren – wie auch Überlagerungsempfänger – auf der Verwendung eines lokalen Oszillator (LO) und einer Mischstufe zur Frequenzversetzung. Dabei wird, wie in nebenstehender Prinzipdarstellung abgebildet, das zu vermessende Frequenzband über einen Sägezahngenerator durchgestimmt. Das Sägezahnsignal steuert den Lokaloszillator an, üblicherweise als spannungsgesteuerter Oszillator (VCO) ausgeführt, der die Frequenz für die am Eingang angeordnete Mischstufe liefert. Das durch den Mischer gebildete Zwischenfrequenzsignal (ZF) wird verstärkt, für Vergrößerung der Dynamik und zur Vermeidung von Übersteuerung einem Logarithmierer zugeführt, und anschließend über den Hüllkurvendemodulator das Amplitudensignal gebildet. Der Logarithmierer erlaubt in Folge auch die Anzeige des Amplitudenspektrums direkt in Dezibel. Der sogenannte Videofilter, unmittelbar vor der Anzeige angeordnet, ist ein einstellbares Tiefpassfilter. Die Bezeichnung Videofilter hat historische Gründe, er dient im Prinzip der Minderung von Rauschen durch Mittelung des Amplitudenspektrums. Das so gefilterte Hüllkurvensignal wird der Anzeige in vertikaler Richtung (y) zugeführt.
Spektrumanalysatoren, die nach diesem Verfahren arbeiten, sind als Messgerät deutlich komplexer aufgebaut als in dem vereinfachten Blockschaltbild. Es werden dazu unter anderem mehrere Zwischenfrequenzen verwendet. Die erste Zwischenfrequenz ist üblicherweise größer als die höchste einstellbare Messfrequenz, um die Eindeutigkeit zu gewährleisten und unerwünschte Mischprodukte zu vermeiden. In realen Heterodyn-Analysatoren wird diese hohe Zwischenfrequenz über zusätzliche Zwischenfrequenzstufen, üblich sind zwei weitere ZF-Stufen, auf das Signal vor Hüllkurvendemodulator umgesetzt.
Eine Methode zur Vermeidung der hohen Zwischenfrequenz ist ein Verfahren, wo der Lokaloszillator moduliert und die Spiegelfrequenzen mittels digitaler Signalverarbeitung herausgerechnet werden. Dieses Verfahren weist ein sehr niedriges Rauschniveau auf. Geräte, welche auf diesem Verfahren basieren, bewegen sich im oberen Frequenzbereich, bereits nahe an der physikalischen Rauschgrenze von −174 dBm/Hz.
Die Qualität des Signals vom Lokaloszillator hat großen Einfluss auf die Qualität des Spektrumanalysators, da sich die spektrale Breite des LO-Signals als effektive Vergrößerung der statistischen Auflösebandbreite RBW (englisch Resolution Band Width) des möglichst steilflankigen ZF-Filters bemerkbar macht. Rauschseitenbänder begrenzen die Messempfindlichkeit; relativ langsame Frequenzschwankungen, zum Beispiel zufolge geringer Temperaturänderungen, des Lokaloszillators bewirken eine unscharfe Anzeige und vergrößern die Messunsicherheit.

## Besonderheiten

### Detektoren

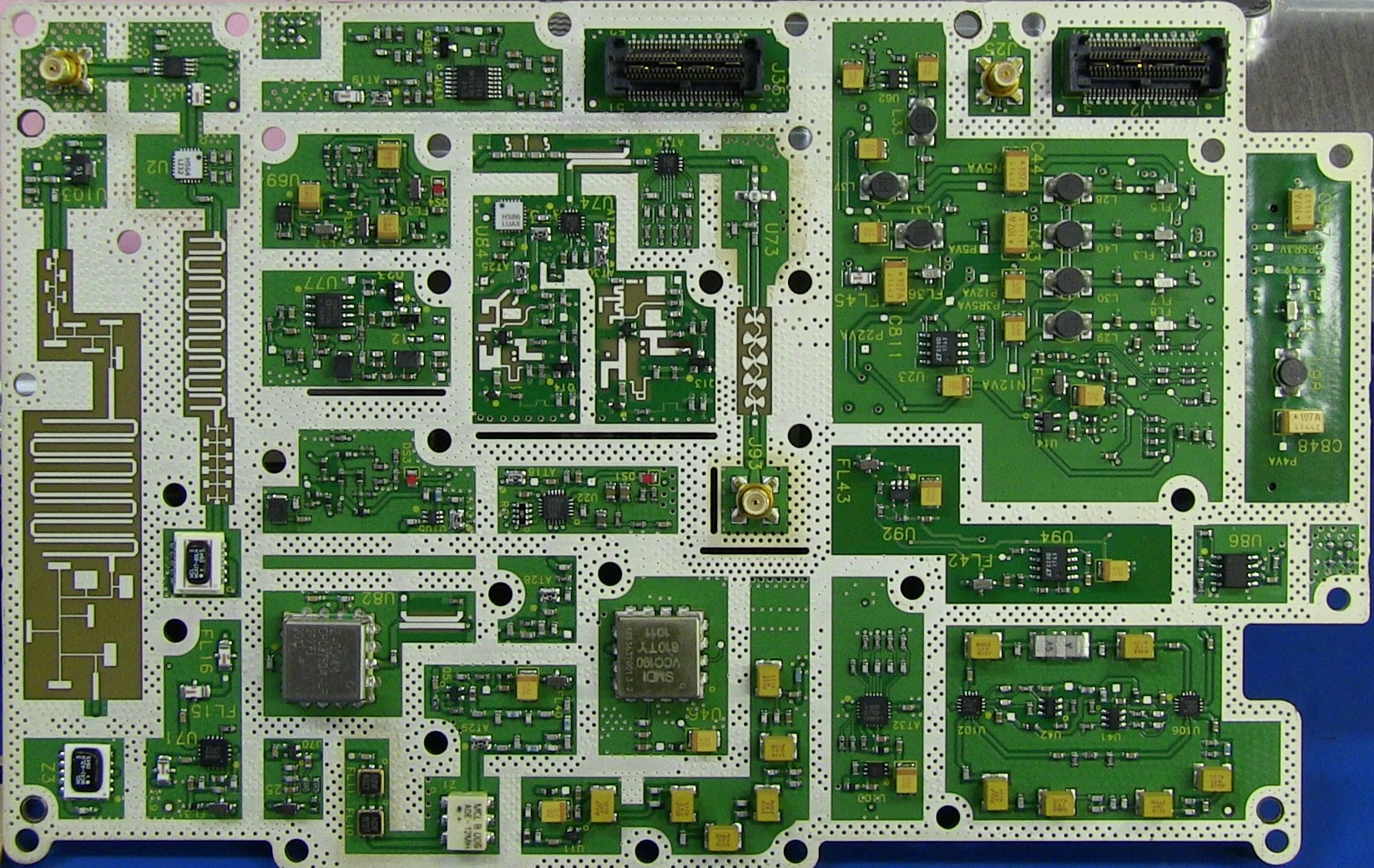
Leiterplatte aus einem Spektrumanalysator. Im linken Bereich die als Streifenleiter realisierten ZF-Filter

Bei Spektrumanalysatoren kann durch vom Anwender auswählbare Detektoren, neben der Wahl der Filterbandbreiten und Auswahl der Fensterfunktionen, die Art der Darstellung des Amplitudenspektrums beeinflusst werden. Die je nach Gerät unterschiedlich vorhandenen Detektoren sind nach dem Videofilter und vor der Anzeigeeinheit angeordnet und erlauben beispielsweise die Anzeige des Amplitudenspektrums als Spitzenwert wie Maximal- oder Minimalwert, als Effektivwert oder als arithmetischer Mittelwert, ermittelt über einen einstellbaren Intervallbereich.

### Abhängigkeiten
Bei Heterodyn-Analysatoren gibt es Abhängigkeiten zwischen verschiedenen einstellbaren Parametern wie die durch den Sägezahngenerator festgelegte Durchlaufzeit (englisch sweep time), den Bandbreiten der analogen oder digitalen ZF-Stufen, der Einschwingzeit und der Bandbreite des Videofilters, so sie kleiner als die Auflösebandbreite ist. Allgemein gilt für die benötigte minimale Durchlaufzeit {\displaystyle T_{\mathrm {sweep} }} folgender Zusammenhang:
{\displaystyle T_{\mathrm {sweep} }=k\cdot {\frac {\Delta f}{B_{\mathrm {ZF} }^{2}}}}
mit {\displaystyle \Delta f} als der darzustellende Frequenzbereich (englisch span) und {\displaystyle B_{\mathrm {ZF} }} der Auflösebandbreite der ZF-Stufen. Der Proportionalitätsfaktor {\displaystyle k\geq 1} beschreibt die zusätzlich nötige Einschwingdauer, ist geräteabhängig und von dem konkreten Aufbau der ZF-Filterstufen abhängig. Für einen möglichst kleinen Einschwingfehler ist ein möglichst großer Wert von {\displaystyle k} nötig. In der Praxis werden Einschwingfehler um 0,15 dB toleriert, der übliche Wertebereich von {\displaystyle k} geht von 1 bis 2,5. Niedrigere Werte und kürzere Durchlaufzeiten sind bei digitalen Filterstufen mit numerischer Korrektur der Einschwingfehler im Rahmen der digitalen Signalverarbeitung üblich.
Um die Bedienung zu erleichtern, werden durch die Steuersoftware in den Messgeräten die voneinander abhängigen Größen im Regelfall mit verändert. So werden beispielsweise bei Veränderung der Durchlaufzeit und gewähltem Frequenzbereich die Auflösebandbreite der Filterstufen entsprechend mit verändert bzw. umgeschaltet. Im Betriebsmodus mit freier Einstellmöglichkeit, und auch bei historischen Spektrumanalysatoren, die die automatische Mitführung der Abhängigkeiten grundsätzlich nicht bieten, ist es nötig, dass der Anwender diese Zusammenhänge beachtet, um korrekte Messergebnisse zu erhalten.

### Erweiterungen
Um mit einem Spektrumanalysator Frequenzgänge von Komponenten wie Verstärkern oder Filtern direkt aufnehmen zu können, sind manche Geräte mit einem Mitlaufgenerator (oft auch tracking generator genannt) ausgestattet, einem Sinussignalgenerator, der ähnlich einem Wobbelgenerator eine Frequenz gleichbleibender Signalamplitude synchron zur Anzeige zur Verfügung stellt. Damit lässt sich mit einem Spektrumanalysator z. B. auch der Frequenzgang der Komponenten sichtbar machen. Ergänzt man dieses System noch um einen Richtkoppler oder einen Zirkulator, dann lassen sich an einem 1-Tor auch skalare Messungen des Reflexionsfaktors durchführen. Zusammen mit der Transmissionsfaktormessung kann man dadurch die Basisfunktionalitäten eines skalaren Netzwerkanalysators mit einem Tor nachbilden. Netzwerkanalysatoren sind allerdings anders als Spektrumanalysatoren ausgestattet und können in der Regel als vektorielle Netzwerkanalysatoren neben dem Betragsverlauf auch den Phasenverlauf durchführen.